# Tetranema evoluta
Tetranema evoluta är en grobladsväxtart som beskrevs av J. D. Smith. Tetranema evoluta ingår i släktet Tetranema och familjen grobladsväxter. Inga underarter finns listade i Catalogue of Life.